# Zapovednik Orenboergski
Zapovednik Orenboergski (Russisch: Оренбургский государственный природный заповедник), is een strikt natuurreservaat gelegen in de oblast Orenburg. De oprichting tot zapovednik vond plaats op 12 mei 1989 per decreet (№ 156/1989) van de Raad van Ministers van de Russische SFSR. Het reservaat heeft een oppervlakte van 381,91 km² verdeeld over vijf clusters. Ook werd er een bufferzone van 122,08 km² ingesteld. De clusters liggen verspreid over de regio Orenburg, waarbij sommige clusters nog binnen Europa vallen, terwijl anderen net aan in Azië liggen.

## Deelgebieden
Alle deelgebieden liggen verspreid over de zuidelijke helft van de regio Orenburg, met in het westen deelgebied Talovskaja Step (Таловская степь). Dit deelgebied heeft een oppervlakte van 32 km² en is daarmee het kleinste cluster binnen Zapovednik Orenboergski. Talovskaja Step ligt op de kruising van de Russische regio's Samara, Saratov, Orenburg en de Kazachse regio West-Kazachstan. In het midden van de regio Orenburg liggen van west naar oost de deelgebieden Predoeralskaja Step (Предуральская степь), Boertinskaja Step (Буртинская степь) en Ajtoearskaja Step (Айтуарская степь). Deze hebben een oppervlakte van respectievelijk 165,38 km², 32 km² en 67,53 km². Ten slotte ligt in het oosten van de regio Orenburg het deelgebied Asjtsjisajskaja Step (Ащисайская степь), met een oppervlakte van 72 km².

## Flora en fauna
De clusters zijn gelegen in de zone van de droge steppen en worden veelal bedekt door sierlijke vedergrassen, waaronder Stipa pulcherrima, Stipa lessingiana, Stipa zalesskii en Stipa pennata. Andere wijdverspreide, zeldzame plantensoorten zijn Fritillaria ruthenica, Iris pumila, Tulipa suaveolens en het soldaatje (Orchis militaris).
De vogelwereld bestaat uit typische steppebewoners, zoals de keizerarend (Aquila heliaca), steppearend (Aquila nipalensis), jufferkraanvogel (Anthropoides virgo), kleine trap (Tetrax tetrax), zwarte leeuwerik (Melanocorypha yeltoniensis) en witvleugelleeuwerik (Melanocorypha leucoptera). Zoogdieren die er voorkomen zijn bijvoorbeeld de dwergfluithaas (Ochotona pusilla), bobakmarmot (Marmota bobak) en blinde woelmuis (Ellobius talpinus). In sommige clusters aan de grens met Kazachstan is de saiga (Saiga tatarica) een zeer zeldzame, onregelmatig voorkomende soort.

## Przewalskipaard

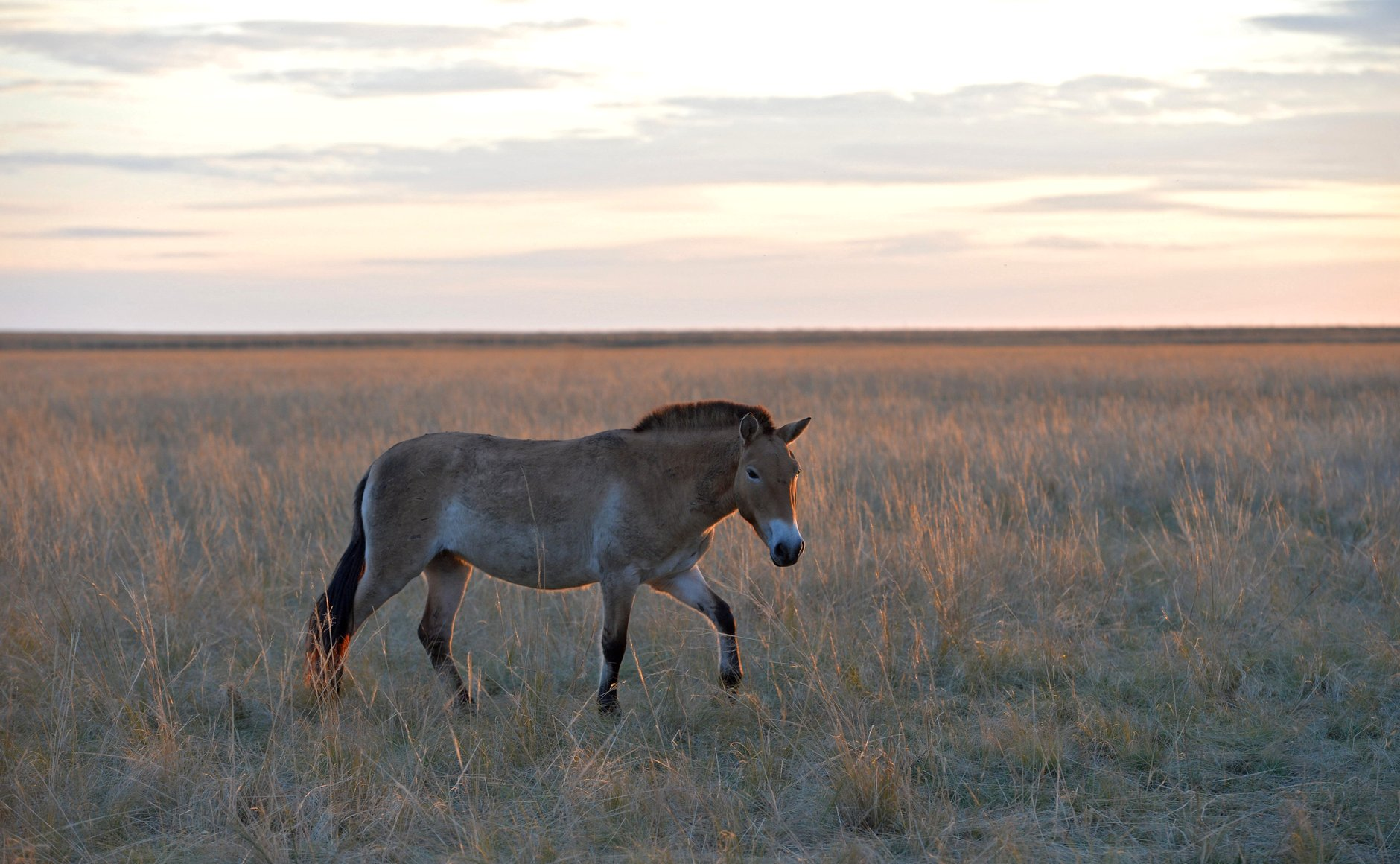
Przewalskipaard in Zapovednik Orenboergski.

In de steppen van Orenburg is een project opgezet om przewalskipaarden (Equus przewalskii) te herintroduceren. De eerste zes dieren werden in oktober 2015 overgeplaatst naar het gebied en waren afkomstig uit het zuiden van Frankrijk. Na een korte periode in quarantaine en een acclimatisatieverblijf werden de dieren vrijgelaten in deelgebied Predoeralskaja Step. Omdat inteelt op de duur onvermijdelijk is met zulke lage aantallen, werden in november 2016 nog eens veertien dieren naar het gebied gebracht - ditmaal vanuit Nationaal Park Hortobágy in Hongarije. Het doel is om tegen 2030 een populatie van 150 individuen te huisvesten. Naast voortplanting van de dieren zelf moet dit aantal opgebouwd worden door meer przewalskipaarden over te laten komen.